# Хабсько
Хабсько (пол. Chabsko, нім. Habsberg) — село в Польщі, у гміні Моґільно Моґіленського повіту Куявсько-Поморського воєводства.
Населення — 311 осіб (2011).
У 1975-1998 роках село належало до Бидгощського воєводства.

## Демографія
Демографічна структура станом на 31 березня 2011 року:
|          | Загалом | Допрацездатний вік | Працездатний вік | Постпрацездатний вік |
| -------- | ------- | ------------------ | ---------------- | -------------------- |
| Чоловіки | 146     | 23                 | 104              | 19                   |
| Жінки    | 165     | 34                 | 97               | 34                   |
| Разом    | 311     | 57                 | 201              | 53                   |